# Комита Спану

Комита Спану (Comita Spanu) — судья Галлуры с 1130 по 1146 год.
В 1130 году сменил своего отца Константино II Спану на троне Галлуры. Так же как и предшественник, проводил пропизанскую политику. В 1132 году принёс оммаж Руджиеро — архиепископу Пизы.
Дети:
- Константино, муж Сюзанны — дочери Баризоне, судьи Арбореи. Возможно, что судья Арбореи Константино, упоминаемый в 1211 году, — их сын.
- Мария.
- Комита.
- Елена.

Преемник — Костантино III ди Лакун-Гунале, представитель старой династии судей, вероятно — внук Оттокорре ди Гунале.
Именем Комиты Спану названа улица в Ольбии — Via Giudice Comita Spanu.